# Elizabeth Magie
Elizabeth Magie Phillips (n. 9 mai 1866, Macomb⁠(d), Illinois, SUA – d. 2 martie 1948, Virginia, SUA) a fost o designeră americană de jocuri, scriitoare și feministă. Ea este creatoarea jocului de societate „The Landlord's Game, care a servit drept precursor al Monopoly-ului de astăzi.
Tatăl ei a fost James Magie, editor de ziar și aboliționist, care l-a însoțit pe Abraham Lincoln în călătoriile sale politice în Illinois. La începutul anilor 1880 a lucrat ca stenografă și s-a implicat și în scrierea poveștilor, poeziei, actoriei și ingineriei. De asemenea, a lucrat ca reporter în 1906.
A creat un joc de societate care reflecta viziunea ei politică, bazată pe teoriile lui Henry George. „The Landlord's Game” avea inițial două seturi de reguli: o versiune antimonopolistă, în care toți erau recompensați pe măsură ce bogăția creștea, și o versiune monopolistă, în care scopul era acumularea individuală de avere și falimentarea adversarilor. Intenția ei era de a demonstra superioritatea morală a cooperării față de competiție. La 5 ianuarie 1904, Biroul de Brevete și Mărci înregistrate al Statelor Unite ale Americii i-a acordat patentul nr. 748.626 pentru acest joc.
În 1910, s-a căsătorit cu Albert Phillips și împreună s-au mutat pe coasta de est a SUA. În 1924 au patentat o versiune modificată a jocului, obținând patentul nr. 1.509.312. Deoarece patentul original expirase în 1921, acest lucru a fost considerat o încercare de a recăpăta controlul asupra jocului, care devenise popular printre studenți.
În 1932, frații Parker, care publicau „Monopoly”, au cumpărat patentele ei pentru 500 de dolari.
Contribuția ei la crearea Monopoly-ului a fost descoperită întâmplător când, în 1973, profesorul de economie Ralph Anspach a început o lungă bătălie juridică cu frații Parker în legătură cu jocul său „Anti-Monopoly”. În timpul procesului, el a descoperit patentele Magie.